# Sesil Karatantjeva
Sesil Karatantjeva (bulgarsk:Сесил Каратанчева) (født 8. august 1989 i Sofia, Bulgarien) er en kvindelig professionel tennisspiller fra Bulgarien, som i perioden 2009-14 repræsenterede Kasakhstan.
Karatantjeva har vundet ni singletitler på ITF World Tennis Tour, og hendes bedste resultat på WTA-niveau er en finaleplads ved Gastein Ladies i 2008. I  Hendes højeste rangering på WTA's verdensrangliste i single var som nr. 35, hvilket hun opnåede den 7. november 2005. I double er hendes bedste placering nr. 154, hvilket blev opnået den 19. april 2010. 
Den 1. januar 2006 blev Sesil Karatantjeva idømt to års udelukkelse fra al tennis på grund af, at hun var blevet testet positiv to gange i 2005 for anvendelse af anabole steroider. Første positive test var under French Open i maj, hvor hun opnåede sit bedste grand slam-resultat i karrieren med en kvartfinaleplads, mens den anden positive test var under en turnering i Tokyo i juli. Ud over udelukkelsen skulle hun også tilbagebetale $129.000, som hun havde tjent i præmiepenge siden French Open.
Sesil Karatantjeva skiftede statsborgerskab fra bulgarsk til kasakhisk i januar 2009, og hun repræsentede Kasakhstan indtil oktober 2014, hvorefter hun gik tilbage til at repræsentere sit fødeland, Bulgarien. 
Karatantjeva spillede egentlig sin sidste turnering ved Wimbledon-mesterskaberne 2019, hvor hun tabte i første runde af kvalifikationen til Elena-Gabriela Ruse. Men i 2023 gjorde hun comeback på ITF-nivuea, og hun deltog ligeledes i kvalifikationen til French Open 2023.